# Адријен Дипанда
Адријен Дипанда (фр. Adrien Dipanda; Дижон, 3. мај 1988) француски је рукометаш и репрезентативац који тренутно игра за француског прволигаша Сен Рафаел на позицији десног бека.
Од 2006. до 2011. играо је за Монпеље када је отишао у Шпанију и потписао за Адемар Леон. Након само једне сезоне у шпанском клубу 2012. се вратио у Француску и потписао за Сен Рафаел.
За Француску репрезентацију је дебитовао 2015. године са којом је освојио злато на Светском првенству  2017. године у Француској, сребро на Олимпијским играма 2016. у Рио де Жанеиру и бронзу на Светском првенству 2019. у Данској и Њемачкој и Европском првенству 2018. у  Хрватској.

## Клупски профеји

### Монпеље
- Првенство Француске: 2008, 2009, 2010, 2011.
- Куп Француске: 2008, 2009, 2010.
- Лига куп Француске: 2007, 2008, 2010, 2011.
- Суперкуп Француске: 2010, 2011.